# Tours Odyssey
Die Tours Odyssey sind ein Projekt, das den „complexe des Miroirs“ (Spiegelkomplex) bis 2026 in drei gemischt genutzte Wolkenkratzer umwandeln soll.
Die Türme C/, O/ und D/ befinden sich im Geschäftsviertel La Défense in der Gemeinde Courbevoie in der Nähe von Paris und werden 187, 174 und 108 m hoch sein. Der von den Architekten Jean-Luc Crochon, Jeanne Gang und Nayla Mecattaf entworfene Komplex wird eine Gesamtfläche von 141.000 m² haben (davon 133.000 m² Nutzfläche in den Gebäuden).
Die Baugenehmigung für das Projekt wurde Ende Dezember 2021 erteilt.